# 東外海町
東外海町（ひがしそとうみちょう）は、愛媛県の南宇和郡に1956年（昭和31年）まで存在した町である。1952年（昭和27年）4月に東外海村から町制施行により成立し、城辺町との2町の合併（昭和の町村合併）により城辺町 (愛媛県)となり、自治体としての歴史は閉じた。
さらに2004年（平成16年）平成の大合併により、現在は南宇和郡愛南町となっている。太平洋に面した漁業の町であった。

## 地理
愛媛県の最南端である南宇和郡のさらに南端。愛南町でも最南端にあたる。北は山により城辺町や一本松町と隔てられている。南を太平洋に面し黒潮の洗う海岸が連続している。入り江に恵まれ古来より浦に集落が開け、カツオの一本釣りなどの漁業が盛んに営まれた。
深浦港は藩政期から漁港としてのみならず、近辺一帯の物資の集散地としても機能し商業が栄え、特に明治から昭和初期にかけては、大坂方面への沿岸航路も寄航した。やがて沿岸伝いの航路は廃れてしまったが、今日でも深浦港はカツオの水揚げ港として知られている。

### 町名の由来
当地を含む地域一帯は藩政期には外海浦と呼ばれており、奥浦と総称される東外海と、鼻浦と称する西外海とからなっていた。

## 社会

### 地域・集落
浦々に集落が成立しており、東外海村成立時に以下の12の大字を編成した。これは東外海町になってからも引き継がれた。
蓮乗寺（れんじょうじ）、脇本（わきもと）、中玉（なかたま）、大浜（おおはま）、柿ノ浦（かきのうら）、敦盛（あつもり）、岩水（いわみず）、垣内（かきうち）、深浦（ふかうら）、鯆越（いるかごえ）、古月（ふるつく）、久良（ひさよし）
内陸に位置する蓮乗寺以外は南に太平洋を臨む純漁村。
城辺町への合併時に「大字」は廃止され、「字」となったが、上記12の地域区分は「字」として継承された。
これは平成の大合併により当町地域を含む南宇和郡一帯が愛南町となってからも継承されている。なお、地名表記は、「城辺町」を「愛南町」に置き換えることで対応している。
例　城辺町敦盛　→　愛南町敦盛

### 行政・公共施設
役場
深浦におかれた。
歴代村長・町長
村長
初代　幸田安太郎　1947年（昭和22年）4月-1951年（昭和26年）4月
2代　間口雅夫　1951年（昭和26年）4月　-　1952年（昭和27年）3月31日（町制施行）
町長
初代　間口雅夫　1952年（昭和27年）4月1日　-　1955年（昭和30年）4月24日
2代　澤近磯吉　1955年（昭和30年）4月　-　1956年（昭和31年）9月20日（合併による）

### 人口
- 1913年（大正2年）　4585人
- 1955年（昭和30年）　7308人

### 教育
小学校
その地形から各浦に小規模小学校が存在したものの、城辺町と合併して以降ではあるが順次城辺小学校へと統合され、2024年に旧町内には小学校は存在しなくなってしまった。
- 深浦小学校　2010年城辺小学校に統合　城辺小学校までの距離1.8キロ[2]
- 中玉小学校　1999年（平成11年）東海小学校に統合
- 東海小学校　2019年（平成31年）城辺小学校に統合　　同2.5キロ
- 久良小学校　2024年（令和6年）城辺小学校に統合　　同5.9キロ

中学校
教育上の配慮等から小学校よりも早い時期に統廃合が進められ、1981年（昭和56年）には旧町内には中学校はなくなってしまった。
- 東海中学校　1967年（昭和42年）城辺中学校へ統合
- 久良中学校　1971年（昭和46年）城辺中学校へ統合
- 中玉中学校　1981年（昭和56年）城辺中学校に統合

## 歴史

### 古代 - 中世
藩政期
- 藩政期には宇和島藩の領地であった。鰯の塩漬けなどを産したとある。

### 明治以降、東外海村の成立
- 1879年（明治12年） - 外海浦が東外海村と西外海村とに分立。東外海村が成立。役場を大字深浦におく。
西外海浦は後に西海村を経て、西海町となる。
- 1889年（明治22年）12月15日 - 町村制施行により東外海村（ひがしそとうみむら）が成立。
- 1896年（明治29年）- 深浦港への南予運輸社の宇和島-宿毛-小筑紫航路の寄航始まる。
- 1906年（明治39年）- 深浦港への大阪商船の寄航始まる。南予運輸との競合始まる。大正時代に沿岸航路が発達したが、太平洋戦争による船舶不足により、航路は順次廃止。
- 1941年（昭和16年） - 深浦トンネル開通、城辺への陸上交通の便改善される。

東外海町
- 1952年（昭和27年）4月1日 - 町制施行、東外海町と称する。
- 1953年（昭和28年） - 久良に灯台設置。
- 1956年（昭和31年）9月21日 - 城辺町と合併し、自治体としての歴史を閉じた。

```
東外海町の系譜
（町村制実施以前の村）　（明治期）　　　　　　　　　（昭和の合併）　（平成の合併）
　　　　　　　　　　　　町村制施行時
　　　　　　　　　　　                   昭和27年4月1日町制施行　　　　昭和31年9月21日合併
東外海浦━━━━━━━━━━東外海村━━━━━━━━東外海町━┓
　　　　　　　　　　　　　　　　　　　　　　　　　　　　　　　┃
　　　　　　　　　　　　　　　　　　　　　　　城辺町　━━━━┻━━━━┓
　　　　　　　　　　　　　　　　　　　　　　　内海村　━━━━━━━━━┫平成16年10月1日
　　　　　　　　　　　　　　　　　　　　　　　御荘町　━━━━━━━━━┫　新設合併
　　　　　　　　　　　　　　　　　　　　　　　一本松町━━━━━━━━━╋━愛南町
　　　　　　　　　　　　　　　　　　　　　　　西海町　━━━━━━━━━┛

（注記）城辺町他の合併以前の系譜はそれぞれの町村の記事を参照のこと。

```

## 産業
漁業主体の構成。かつてはイワシ等の網漁、のちに海面養殖業が発達。1952年（昭和27年）に町制を施行しており、繁栄したことがうかがえる。また、外海から深く入り組んだ湾があることから、城辺地域から山越えとはなるものの、深浦港は物資積み出し港としても栄えた。

## 交通
町内に鉄道はなく、現在に至る。
城辺地域からは山越えとなる。1941年の深浦トンネルの開通までは交通の便は必ずしも良くなかった。今日では県道や町道のトンネルが開通し、また海岸線にほぼ沿って県道297号や298号が整備されている。